# Cryptothele sundaica amplior
Cryptothele sundaica là một phân loài nhện trong họ Zodariidae.
Loài này thuộc chi Cryptothele. Cryptothele sundaica amplior được Wladislaus Kulczynski miêu tả năm 1911.